# Ranin Akua
Ranin Akua – nauruański polityk.
Dwukrotnie startował w wyborach parlamentarnych w 2010 roku (w kwietniu i czerwcu), jednak nie zdobył mandatu poselskiego. Ponownie wystartował w wyborach w 2013 roku, w których zajął czwarte miejsce w okręgu Ubenide. W wyniku tych wyborów, po raz pierwszy w karierze dostał się do parlamentu Nauru. 11 czerwca 2013 został wybrany wiceprzewodniczącym izby.